# Tor Bergeron
Tor Harold Percival Bergeron (15. srpna 1891, Godstone, Velká Británie – 13. června 1977 Uppsala, Švédsko) byl švédský meteorolog. Proslavil se především svými pracemi o fyzice oblaků, je zakladatelem dynamické meteorologie. Byl členem norské meteorologické školy. Byl prvním meteorologem, který bral v potaz jevy v horních vrstvách atmosféry a jejich vliv na klima.

## Životopis
Tor Bergeron se narodil 15. srpna 1891 v Godstone poblíž Londýna ve Velké Británii.
V letech 1918 až 1921 byl studentem a spolupracovníkem Vilhelma Bjerknese. 18. listopadu 1919 objevil okluzní proces.
Studoval v Oslo a ve Stockholmu, kde později získal doktorát (1928). V roce 1928 zavedl pojem frontální zóna. V letech 1935–1945 učil na Stockholmské univerzitě a v letech 1946–1960 na Univerzitě v Uppsale.
V letech 1934–1935 dokázal, že v horních částech oblaků se mohou vyskytovat oblačné kapičky přechlazené vody umožňujících růst ledových krystalků, které posléze vypadávají z oblaků v podobě srážek. To se děje kolem teplot −10 °C a −30 °C (14 F a −22 F), tento proces je nazýván po něm – Bergeronův proces. Tento proces objevil spolu s W. Findeisenem, Bergeronova-Findeisenova teorie vzniku srážek. To následně vedlo k vytvoření koncepce „teplého“ a „studeného“ deště, resp. „teplého“ a „studeného“ oblaku.
V letech 1934–1936 zavedl pojmy anafronta a katafronta. Zavedl geografické členění vzduchových hmot na arktické, polární, tropické a ekvatoriální.
Zemřel 13. června 1977 v Uppsale.